# شارع ميجيل (قصص قصيرة)
شارع ميجيل (بالإنجليزية:  Miguel Street)‏ هي مجموعة قصص قصيرة للكاتب البريطاني الحائز على جائزة نوبل فيديادر سوراجبراساد نيبول، نشرت عام 1959، لأول مرة عن دار نشر أندريه دويتش.